# Elecciones parlamentarias de Corea del Norte de 2003
Las elecciones parlamentarias de Corea del Norte de 2003 se celebraron el 3 de agosto para elegir a los 687 miembros de la Asamblea Popular Suprema. Sólo había un candidato por circunscripción y, por lo tanto, se invitaba a los votantes a votar a favor o en contra del candidato de su circunscripción.

## Contexto
Se eligieron representantes por un período de cinco años para los 687 escaños de la Asamblea Popular Suprema, también para los 26.650 puestos en las Asambleas Populares de ciudades, condados y provincias dentro del país. Todos los candidatos eran miembros de los tres partidos que constituyen el Frente Democrático para la Reunificación de la Patria.
En la mayoría de los centros de votación había carteles que decían: "¡Participemos en la votación para los diputados a la Asamblea Popular y démosles nuestro apoyo!".

## Resultados
Según Corea del Pueblo, el periódico oficial del gobierno norcoreano, la participación fue del 99,9 %, con el 100 % de los votantes votando a favor de los candidatos seleccionados por el Partido de los Trabajadores de Corea y sus dos partidos subordinados. También en la circunscripción donde Kim Jong-il se presentó (como candidato único), la tasa de participación fue del 100 % y el 100 % de los electores votaron a su favor.
Los diputados fueron elegidos por un período de cinco años, hasta 2008, pero las siguientes elecciones se celebraron sólo el 8 de marzo de 2009. El retraso no fue explicado oficialmente, pero se cree que estaba relacionado con la salud de Kim Jong-il.

## Importancia del número 649
El escaño de Kim Jong-il era el 649.º, en Corea del Norte, se atribuyen significados políticos a los números de los distritos electorales con fines de culto a la personalidad. Según fuentes norcoreanas, multiplicar 6, 4 y 9 da el número 216, que coincide con el cumpleaños de Kim Jong-il, el 16 de febrero, y 4 por 9 más 6 da el número 42, que coincide con el año oficial de nacimiento de Kim Jong-il, 1942.